# Juventus F.C.
Nogometni klub Juventus, bolj znan kot Juventus in Juve, je profesionalni nogometni klub s sedežem v Torinu, ki se nahaja v pokrajini Piemonte v Italiji, ki tekmuje v Serie A, najvišji ligi italijanskega nogometa. Ustanovljen je bil leta 1897 s skupino Torinskih študentov, klub nosi črno-belo drese že od leta 1903 in je igral domače tekme v različnih terenih okoli svojega mesta, najnovejši stadion je Allianz Stadion s kapaciteto 41.507. Z vzdevkom Vecchia Signora ("Stara dama") je klub osvojil 36 naslovov Serie A,13 naslovov Coppe Italia in devet naslovov Supercoppe Italiana, je rekorder vseh teh tekmovanj ima pa tudi dva interkontinentalnapokala, dva evropska pokala in en pokal evropskih pokalnih zmagovalcev, drži pa tudi skupni državni rekord treh pokalov UEFA, dva super pokala UEFA in skupni državni rekord enega pokala UEFA Intertoto. Na mednarodnem odru zaseda šesto mesto v Evropi in dvanajsti na svetu za večino državnih naslovov, ki so jih osvojili z enajstimi pokali. Trenutno se nahajajo na 4.mestu v UEFINEM rangiranju klubov.

## 10 najdražjih nakupov v zgodovini kluba
1. Cristiano Ronaldo iz Real Madrida - 105,3 mio. EUR
2. Gonzalo Higuain iz Napolija – 81 mio. EUR
3. Matthijs De Ligt iz Ajaxa - 76,9 mio. EUR
4. Arthur iz Barcelone - 64,8 mio. EUR
5. Gianluigi Buffon  iz Parme – 47,6 mio. EUR
6. Pavel Nedved iz Lazia - 40,5 mio. EUR
7. Joao Cancelo iz Valencie - 36,3 mio. EUR
8. Douglas Costa iz Bayerna - 36 mio. EUR
9. Federico Bernardeschi iz Fiorentine - 36 mio. EUR
10. Paulo Dybala iz Palerma - 36 mio. EUR

## Zgodovina

### Začetki
Med sedenjem na klopci v ulici Corso Re Umberto so ga ustanovili štirje fantje iz srednje šole D'Azeglio. Ime Juventus v latinščini pomeni mladost.
Prvi predsednik kluba je postal Enrico Cafari, na začetku pa so igralci Juventusa nastopali v rožnati športni opremi. V tradicionalni belo-črni športni opremi nastopajo vse od leta 1903. Urbana legenda pravi, da je takrat iz Anglije prišla napačna pošiljka novih dresov, vendar so se v resnici igralci naveličali, da so jim ob vsakem pranju majice pobledele, pa so zaprosili angleškega prijatelja, naj jim preskrbi bolj kvalitetno blago. Kupil jim je najbolj kvalitetne majice, kar jih je dobil: drese svojega kluba, Notts County.
V prvih letih obstoja je klub svoje domače tekme igral na igrišču Piazza d'Armi, kasneje je klub najel igrišče Crocetta, leta 1906 pa se je preselil na sever Torina na stadion Campo Juventus ali uradno Stadio di Corso Marsiglia.
Svojo prvo lovoriko  je klub osvojil leta 1905, ko so se igralci pod vodstvom švicarskega predsednika Alfreda Dicka veselili prvega scudetta. Veselje ni trajalo dolgo, kajti Dick se je zaradi pomanjkanja podpore s strani igralcev odločil ustanoviti nov klub, A.C. Torino. V nov klub je pripeljal tudi večino tujih igralcev, ki so takrat nastopali za Juventus. Do prve svetovne vojne je bil Juventus kljub raznim uspehom v senci klubov, kot sta Pro Vercelli in Casale. Po vojni je prišlo do občutnega napredka pod vodstvom predsednika Corrada Corradinija, ki je napisal klubsko himno, ki se je nato obdržala vse do šestdesetih let dvajsetega stoletja. 
Leta 1923 je za Juventus debitiral legendarni vratar Giampiero Combi, novi predsednik kluba pa je postal Edoardo Agnelli, sin ustanovitelja Fiata. Takrat je klub prvič prišel pod okrilje znanega avtomobilskega koncerna, ki ima velik vpliv v Juventusu še danes. V moštvu so poleg Combija nastopali še Rosetta, Munerati, Bigatto in Grabbi, ekipo pa sta okrepila še dva Madžara - trener Karoly in napadalec Hirzer. V sezoni 1925/1926 je Juve osvojil svoj drugi scudetto, to pa je pomenilo nekakšen uvod v serijo zmag, kajti v naslednjih letih je sledilo še pet naslovov italijanskega prvaka. Trener moštva je bil v tistem času Carlo Carcano, za prvo moštvo pa so igrali legendarni igralci Orsi, Caligaris, Monti, Cesarini, Varglien I, Varglien II, Bertolini, Ferrari in Borel II. Juventus je v tridesetih letih s svojimi igralci v precejšnji meri pomagal tudi italijanski reprezentanci, ki je leta 1934 in 1938 postala svetovni prvak. 
Leta 1933 se je klub spet preselil. Tokrat na legendarni stadion Comunale, ki je sprva nosil ime fašističnega voditelja Benita Mussolinija. Prva tekma na stadionu Mussolini je bila na sporedu 14. maja 1933. Kapaciteta stadiona je bila 71.160 gledalcev - takrat je bil to največji stadion v Italiji. Po drugi svetovni vojni so stadion zopet poimenovali Comunale, to ime pa je nosil vse do sezone 1989/1990, ko je Juventus odigral svojo zadnjo tekmo na tem objektu, ki so ga nato za potrebe zimskih Olimpijskih iger prenovili. Po prenovi bo na njem svoje domače tekme igral Torino Calcio, zaradi prenove stadiona Delle Alpi pa bodo na legendarnem stadionu v sezonah 2006/2007 in 2007/2008 znova nastopali tudi nogometaši Juventusa.

### Legendarno obdobje
Po končani vojni, je leta 1947 predsednik kluba postal Giovanni Agnelli. V tem času so črno-beli dres nosili Parola, Praest, Hansen in legendarni Giampiero Boniperti, ki je vse do januarja 2006 nosil klubski rekord v številu doseženih zadetkov (179), ki ga je na pokalni tekmi s Fiorentino, ko je dosegel tri zadetke, podrl Alessandro Del Piero. Sledili sta novi prvenstveni lovoriki v letih 1950 in 1952, leta 1953 pa je namesto Giovannija mesto predsednika prevzel njegov brat Umberto Agnelli. Do scudetta je Juve prišel tudi v letih 1958, 1960 in 1961, takrat sta glavno vlogo odigrala Omar Sivori in John Charles. Leta 1961 je Juventus osvojil svoj deseti naslov prvaka, s tem pa mu je bila na klubski grb dodana ena zvezdica, ki v Italiji simbolizira deset naslovov prvaka. Pod vodstvom predsednika Vittoria Catella je Juventus osvojil scudetto še leta 1967, novo zmagovito obdobje pa je sledilo med letoma 1971 in 1986, ko je Giampiero Boniperti sedel na predsedniškem stolčku.  V petnajstih letih Bonipertijevega predsedovanja je klub osvojil devet naslovov prvaka, prišli pa so tudi uspehi v evropskih pokalih. Ekipo so v teh petnajstih letih vodili Vycpalek, Parola in Giovanni Trapattoni, na igrišču pa so blesteli Zoff, Scirea, Tardelli, Cabrini, Causio, Paolo Rossi, Gentile, Furino, Anastasi, Bettega in Michel Platini. 
Velikim uspehom je sledilo z lovorikami manj bogato obodbje, v katerem je Juve leta 1990 in 1993 dvakrat osvojil Pokal UEFA, prav tako dvakrat pa je bil najboljši v italijanskem pokalu. Leta 1987 je bila kapaciteta stadiona Comunale zmanjšana na 45.000, zaradi varnosti pa je postalo jasno, da Juventus potrebuje nov stadion. Izven mestnega centra so zato pričeli z gradnjo stadiona Delle Alpi, ki je bil prvotno namenjen Svetovnemu prvenstvu, ki ga je leta 1990 gostila Italija. Zaradi slabe vidljivosti stadion nikoli ni dosegel velike priljubljenosti, ki jo je dolga leta nosil Comunale, zato so se vodilni možje kluba odločili, da ga prenovijo. V tem obdobju bo Juventus spet igral na Comunaleju, ki je bil za potrebe zimskih Olimpijskih iger leta 2006 prenovljen.

### Obdobje triade
Leta 1994 je klub prevzela menedžerska skupina, ki so jo sestavljali Antonio Giraudo, Roberto Bettega in Luciano Moggi. Že takoj so v klub pripeljali Marcella Lippija, ki je po devetih sušnih letih ekipi spet zagotovil naslov prvaka. V sezoni 1994/1995 je Juventus osvojil pokal, izgubil pa finale Pokala UEFA. Leto kasneje je sledila osvojitev edine lovorike, ki je do takrat še ni bilo v klubskih vitrinah - italijanskega superpokala. Sezono kasneje je prišlo tudi težko pričakovano slavje v Ligi prvakov, ko je Juventus drugič in zaenkrat zadnjič v svoji zgodovini postal evropski prvak. V finalu, ki je bil na sporedu v Rimu, je po enajstmetrovkah padel Ajax. 
V sezoni 1996/1997 je Juventus najprej osvojil Interkontinentalni pokal, nato pa še evropski superpokal. Konec sezone je prinesel že štiriindvajseti scudetto, hkrati pa tudi drugi zaporedni finale v Ligi prvakov. Tokrat so morali nogometaši Juventusa v finalu priznati premoč Borussiji iz Dortmunda.
V tej sezoni je Juventus  na stadionu San Siro ponižal svojega največjega rivala Milana. Sredi Milana so jih premagali kar z 1:6.
Že naslednjo sezono je Juve osvojil petindvajseti scudetto ter Italijanski superpokal, drugič zapored pa je bilo moštvo poraženo v finalu Lige prvakov. Tokrat s strani madridskega Reala. V devetdesetih letih so na igrišču blesteli Peruzzi, Ferrara, Pessotto, Conte, Jugović, Di Livio, Paulo Sousa, Deschamps, Ravanelli, Viali, Zidane, Vieri, R.Baggio, D.Baggio, Del Piero. 
V sezoni 1998/1999 se je Del Piero težje poškodoval, posledica tega pa so bili slabši rezultati celotne ekipe, kar je trenerja Lippija privedlo do tega, da je odstopil. Nasledil ga je Carlo Ancelotti, ki pa v dveh sezonah na čelu kluba ni bil zmožen osvojiti nove lovorike. V juniju 2001 so se zato klubski veljaki odločili, da Lippiju ponudijo novo priložnost, ta pa se jim je takoj oddolžil za dvema zaporednima scudettoma. 
Šestindvajseti naslov je Juve osvojil 5. maja 2002, ko je prav v zadnjem krogu prvenstva prehitel Inter, ki je nato v zadnjem krogu iz prvega padel celo na tretje mesto. V začetku sezone 2002/2003 je Juventus osvojil nov Italijanski superpokal, na koncu sezone pa je sledil 27. scudetto, ki pa vnovič ni bil začinjen z zmago v Ligi prvakov. V finalu v Manchestru je bil po streljanju enajstmetrovk uspešnejši A.C. Milan. V tisti sezoni je klub pretresla smrt tedanjega predsednika Vittoria Caissottija di Chiusana. Nasledil ga je Franzo Grande Stevens, ki klub vodi še danes. Sledila je slaba sezona 2003/2004, ki je sicer prinesla nov superpokal, vendar tudi poraz v finalu italijanskega pokala in smrt častnega predsednika Umberta Agnellija. 
Sezono 2004/2005 je Juventus začel pod vodstvom novega trenerja, saj je po Lippijevem odhodu vodstvo prevzel Fabio Capello, ki je v svoji prvi sezoni osvojil 28. scudetto. Sezono kasneje je Juventus začel še bolj prepričljivo, kljub temu pa Capellu ni uspelo priti do glavnega cilja, zmage v Ligi prvakov. Klub je sicer osvojil že 29. naslov prvaka, vendar prihodnost zaradi škandala ostaja negotova.
Konec sezone 2005/2006 je zaznamoval škandal, ki so ga v javnost spravili italijanski časniki. S pomočjo prisluškovanja telefonskih pogovorov so prišli do zaključka, da je imel Luciano Moggi veliko vlogo pri delegiranju sodnikov za določene tekme, poleg tega pa je imel (pre)velik vpliv tudi na mnoge druge ljudi v svetu italijanskega nogometa. 11. maja je pod pritiskom javnosti prišlo do odstopa tako imenovane triade, novo vodstvo pa je bilo določeno 29. junija. Novi predsednik je postal Giovanni Cobolli Gigli, klubsko vodstvo pa so dopolnili še Jean Claude Blanc, Marco Tardelli in Gian Paolo Montali.
29. junija 2006 je Italijanska nogometna zveza pričela proces proti Juventusu, A.C. Milanu, Laziu iz Rima in Fiorentini, ki so bili osumljeni nameščanje rezultatov tekem, skupaj z nekaterimi sodniki. Vsem tem klubom je grozil kazenski izpad v Serie B. 
4. julija je odstopil trener Fabio Capello. 10. junija je bil za novega trenerja imenovan Didier Deschamps.
14. julija 2006 je bila podana razsodba. Juventus je bil prestavljen v Serie B, odvzeli so mu 30 točk in zadnja dva naslova nogometnih prvakov Italije, četudi je bila pod vprašajem samo ena sezona.
Juventusu so kazen najprej znižali na -17 točk potem pa še na -9 točk
Klub so zapustili tudi številni nogometaši. Cannavaro in Emerson sta odšla za trenrjem v Madrid, obrambni dvojec Thuram in Zambrota sta si našla nov klub v katalonskem gigantu Barceloni. Viera in Ibrahimovič pa sta postala člana Interja.   
Vendar pa so nekateri igralci ostali zvesti Juventusu tudi v teh težkih trenutkih. Nedved, Trezeguet, Del Piero, Buffon, Camoranesi, Zalayeta in Zebina so samo nekateri igralci, ki so se odločili ostati v klubu.
Juventus je svojo ekipo pomladil in spet koraka na pota stare slave.
Po enem letu igranja v Serie B so se vrnili nazaj med elito Serie A in so sezono končali na 3. mestu takoj za prvakom Interjem in 2. Romo. Potem so se uvrstili v Ligo prvakov kjer so v svoji skupini zasedli 1. mesto ampak so v osmini finala izpadli proti Chelseaju. Letošnjo sezono so prav tako končali na 3. mestu in so se ponovno uvrstili v Ligo prvakov. Od leta 2011 do leta 2015 so štirikrat zapored osvojili Serie A in tako so leta 2015 prišli do 33. naslova. 

## Klubske lovorike
- Serie A: 30
  - 1905, 1925-26, 1930-31, 1931-32, 1932-33, 1933-34, 1934-35,  1949-50, 1951-52, 1957-58, 1959-60, 1960-61, 1966-67, 1971-72, 1972-73, 1974-75, 1976-77, 1977-78, 1980-81, 1981-82, 1983-84, 1985-86, 1994-95, 1996-97, 1997-98, 2001-02, 2002-03, 2011-12, 2012-13, 2013-14, 2014-15

- Serie B: 1
  - 2006-07

- Coppa Italia: 9
  - 1937-38, 1941-42, 1958-59, 1959-60, 1964-65, 1978-79, 1982-83, 1989-90, 1994-95.

- Italijanski superpokal: 4
  - 1995, 1997, 2002, 2003.

- Liga prvakov: 2
  - 1984-85, 1995-96.

- Pokal pokalnih zmagovalcev: 1
  - 1983-84.

- Pokal UEFA: 3
  - 1976-77, 1989-90, 1992-93.

- Evropski superpokal: 2
  - 1984, 1996

- Pokal Intertoto: 1
  - 1999-2000.

- Interkontinentalni pokal: 2
  - 1985, 1996.